# George T. Simon
George T. Simon (George Thomas Simon; * 9. Mai 1912 in New York City; † 13. Februar 2001 ebenda) war ein US-amerikanischer Jazz-Autor, der sich insbesondere mit der Big-Band-Geschichte beschäftigte.

## Leben und Wirken
Simon stammte aus wohlhabender Familie. Sein Vater war Hutmacher, sein älterer Bruder Richard Simon war einer der Mitgründer des New Yorker Verlagshauses Simon & Schuster, und Carly Simon ist seine Nichte. Simon studierte bis 1934 an der Harvard University, wo er eine eigene Band hatte, und war ab 1935 Musikkritiker und Mitherausgeber bei Metronome, dessen Herausgeber er 1939 bis 1955 war. In dieser Zeit wurde er zu einem der einflussreichsten Kritiker der Swingära, der dank seiner vielen Kontakte eine intime Insider-Kenntnis der Bands hatte.
Simon lernte in seiner Jugend Klavier und nahm Schlagzeugunterricht bei Gene Krupa und Bill West. Als Jazz-Schlagzeuger war er ein frühes Mitglied (1937) des Glenn-Miller-Orchesters, über das er 1974 auch ein Standardwerk schrieb. Er war mit Glenn Miller befreundet, nahm an den ersten Aufnahmen der Band teil und war auch während des Zweiten Weltkriegs in Millers Band, blieb aber in den USA als die Army Air Forces Band nach England ging (1944/45 war er u. a. Produzent und Autor der NBC Radio Show For the Record). Er schrieb auch Texte u. a. für Duke Ellington, wobei er manchmal das Pseudonym Buck Pincus benutzte.
Simon unterstützte auch neue Strömungen wie den Bebop, dessen einflussreichen Verfechter Barry Ulanov er zu Metronome holte – Simon selbst blieb allerdings dem Swing zugewandt. Später war er u. a. Jazz-Kritiker der New York Herald Tribune (1961–64) und der New York Post (1980/81). Außerdem arbeitete er schon in den 1950er Jahren viel fürs Fernsehen (z. B. Timex Allstar Jazz Shows 1957/8). Bekannt wurde er für seine Monographien über die Hochzeit der Big Bands, u. a. The Big Bands 1967, das 1968 den ASCAP-Deems Taylor Award erhielt. 1956/7 war er mit der Plattenfirma Jazztone Records verbunden, und er war als Berater u. a. für RCA Victor, Capitol, Columbia und Warner tätig. Erste Erfahrungen in der Plattenindustrie hatte er schon ab 1939 als Produzent der Metronome All-Star Sessions (zuletzt 1953). 1961 bis 1972 war er Executive Director der National Academy of Recording Arts and Sciences (NARAS), die die Grammies ausrichtet, und von 1958 bis 1976 in gleicher Funktion für deren New Yorker Filiale. Für eine seiner vielen Liner Notes erhielt er 1978 einen Grammy (Bing Crosby – a legendary performer, RCA Victor). Simon war im Beratergremium des New York Jazz Festival. Nachdem er schon längere Zeit an der Parkinson-Krankheit litt, starb er in New York an Lungenentzündung.

## Veröffentlichungen
- Doc Watson starts a Band. New York, 1940.
- Ralph Flanagan: The Bandleader. New York, 1950.
- The feeling of Jazz. Simon and Schuster, 1961.
- The Big Bands. Simon and Schuster, 1967, 4. Auflage: Schirmer Books, 1981, ISBN 0-02-872430-5.
  - Die goldene Ära der Bigbands. Hannibal, Höfen 2004, ISBN 3-85445-243-8.
- The Sinatra Report. Billboard 1965.
- Simon says: The sights and sounds of the Swing Era 1935-1955. Arlington House, 1971.
- Glenn Miller and his Orchestra. Thomas Crowell, New York 1974.
  - Glenn Miller. Sein Leben – seine Musik. Hannibal, Wien 1987, ISBN 3-85445-031-1; Knaur, München 1991, ISBN 3-426-02412-8.
- The Big Bands Song Book. Thomas Crowell, New York 1975.
- The Best of the Music Makers. Doubleday, New York 1979.
- The Big Bands Trivia Quiz Book. Barnes and Noble Books, 1985.